# Theridion fernandense
Theridion fernandense là một loài nhện trong họ Theridiidae.
Loài này thuộc chi Theridion. Theridion fernandense được Eugène Simon miêu tả năm 1907.